# Maria Tjoglokova
Maria Tjoglokova, född Hendrikova 1723, död 1756, var en rysk hovfunktionär. 
Hon var dotter till Kristina Skavronskaja och därmed kusin till kejsarinnan Elisabet av Ryssland. Hon gifte sig år 1742 med Nikolaj Naumovitj Choglokov (1718–1754). Äktenskapet ingicks av kärlek: det beskrivs som lyckligt och resulterade i åtta barn. 
Efter storfurst Peters giftermål med den blivande Katarina den stora 1745, ersatte Tjoglokova Maria Rumjantseva som Katarinas överhovmästarinna, och hennes make till motsvarande position hos Peter. De hade utsetts på rekommendation av Pjotr Bestuzjev-Rjumin. De hade utsetts för att genom sitt fruktsamma äktenskap utgöra ett gott exempel för fursteparet, som förväntades föröka sig så fort som möjligt av politiska skäl, och på alla tänkbara sätt övervaka deras uppförande och levnadssätt för att underlätta ett troget och produktivt äktenskap och ett uppträdande som inte kunde kritiseras. Tjoglokova skulle till exempel se till att Katarina aldrig försummade sina religiösa plikter, alltid rättade sig efter Peter och inte fick tillfälle till äktenskapsbrott. 
År 1752 inträdde emellertid en förändring, och ett berömt samtal utspelade sig mellan Katarina och Tjoglokova, som den förra beskrev i sina memoarer. Maria Tjoglokova förklarade att det alltid fanns tillfällen när det var nödvändigt att göra ett undantag i frågan om äktenskaplig trohet, och frågade om Katarina föredrog Sergej Saltykov eller Leo Naryskijn, och när Katarina svarade att hon föredrog den förstnämnda, förklarade Tjoglokova att hon skulle visa för Katarina hur mycket hon älskade sitt land och förtjänade hennes förtroende, och att hon skulle få se att hon inte skulle ställa några hinder i vägen. Detta samtal är berömt och har tolkats som ett tecken på att Katarinas äktenskapsbrott med Saltykov hade stöd av kejsarinnan Elisabet genom Tjoglokova, då kejsarinnan var trött på att vänta på att Peter skulle göra Katarina gravid och accepterade att hon blev det på ett annat sätt, bara hon blev gravid. 
Maria Tjoglokova själv tog sig också en älskare sedan hennes egen make blev otrogen. Hon blev änka 1754 och lämnade då sin tjänst vid hovet och gifte om sig. 
Hon spelades av Katya Galitzine i Den unga kejsarinnan från 1991.